# گوژانکا
گوژانکا (به لاتین: Górzanka) یک روستا در لهستان است که در گمینا سولینا واقع شده‌است.